# Opius nigricoloratus
Opius nigricoloratus är en stekelart som beskrevs av Fischer 1958. Opius nigricoloratus ingår i släktet Opius och familjen bracksteklar. Inga underarter finns listade i Catalogue of Life.